# Kenny Thomas
Kenneth Cornelius Thomas, detto Kenny (Atlanta, 25 luglio 1977), è un ex cestista statunitense, professionista nella NBA.

## Carriera
È stato selezionato dagli Houston Rockets al primo giro del Draft NBA 1999 (22ª scelta assoluta).
Con gli Stati Uniti ha disputato le Universiadi di Sicilia 1997.

## Statistiche

### College
| Anno      | Squadra          | PG  | PT  | MP   | TC%  | 3P%  | TL%  | RP   | AP  | PRP | SP  | PP   |
| --------- | ---------------- | --- | --- | ---- | ---- | ---- | ---- | ---- | --- | --- | --- | ---- |
| 1995-1996 | New Mexico Lobos | 33  | 29  | 29,7 | 57,8 | 0,0  | 70,9 | 7,8  | 1,6 | 0,6 | 1,5 | 14,7 |
| 1996-1997 | New Mexico Lobos | 32  | 32  | 31,3 | 52,7 | 30,6 | 75,2 | 6,9  | 2,0 | 0,7 | 1,5 | 13,9 |
| 1997-1998 | New Mexico Lobos | 32  | 32  | 32,7 | 50,6 | 37,5 | 76,7 | 9,3  | 3,0 | 0,9 | 2,5 | 16,8 |
| 1998-1999 | New Mexico Lobos | 26  | 26  | 34,7 | 54,5 | 37,0 | 73,4 | 10,0 | 2,0 | 1,6 | 2,4 | 17,8 |
| Carriera  | Carriera         | 123 | 119 | 32,0 | 53,7 | 35,3 | 74,0 | 8,4  | 2,1 | 0,9 | 1,9 | 15,7 |

### NBA

#### Regular Season
| Anno      | Squadra            | PG  | PT  | MP   | TC%  | 3P%  | TL%  | RP   | AP  | PRP | SP  | PP   |
| --------- | ------------------ | --- | --- | ---- | ---- | ---- | ---- | ---- | --- | --- | --- | ---- |
| 1999-2000 | Houston Rockets    | 72  | 29  | 25,0 | 39,9 | 26,2 | 66,0 | 6,1  | 1,6 | 0,8 | 0,3 | 8,3  |
| 2000-2001 | Houston Rockets    | 74  | 21  | 24,6 | 44,3 | 27,2 | 72,2 | 5,6  | 1,0 | 0,5 | 0,6 | 7,1  |
| 2001-2002 | Houston Rockets    | 72  | 71  | 34,5 | 47,8 | 0,0  | 66,4 | 7,2  | 1,9 | 1,2 | 0,9 | 14,1 |
| 2002-2003 | Houston Rockets    | 20  | 14  | 29,3 | 43,2 | -    | 73,3 | 6,9  | 2,0 | 0,8 | 0,3 | 9,9  |
| 2002-2003 | Philadelphia 76ers | 46  | 28  | 30,3 | 48,2 | -    | 75,0 | 8,5  | 1,6 | 1,0 | 0,5 | 10,2 |
| 2003-2004 | Philadelphia 76ers | 74  | 72  | 36,5 | 46,9 | 20,0 | 75,2 | 10,1 | 1,5 | 1,1 | 0,4 | 13,6 |
| 2004-2005 | Philadelphia 76ers | 47  | 43  | 28,6 | 45,6 | 25,0 | 79,8 | 6,6  | 1,6 | 0,9 | 0,1 | 11,3 |
| 2004-2005 | Sacramento Kings   | 26  | 15  | 31,7 | 49,2 | 0,0  | 72,2 | 8,7  | 2,9 | 1,0 | 0,4 | 14,5 |
| 2005-2006 | Sacramento Kings   | 82  | 55  | 28,0 | 50,5 | 0,0  | 67,6 | 7,5  | 2,0 | 0,9 | 0,5 | 9,1  |
| 2006-2007 | Sacramento Kings   | 62  | 53  | 22,8 | 48,2 | 0,0  | 51,3 | 6,1  | 1,2 | 0,7 | 0,3 | 5,3  |
| 2007-2008 | Sacramento Kings   | 23  | 3   | 12,2 | 42,1 | -    | 0,0  | 2,7  | 0,6 | 0,3 | 0,0 | 1,4  |
| 2008-2009 | Sacramento Kings   | 8   | 0   | 7,8  | 37,5 | -    | -    | 1,9  | 0,1 | 0,8 | 0,1 | 0,8  |
| 2009-2010 | Sacramento Kings   | 26  | 2   | 12,0 | 48,6 | -    | 58,3 | 3,3  | 0,6 | 0,4 | 0,4 | 1,6  |
| Carriera  | Carriera           | 632 | 406 | 27,4 | 46,5 | 24,4 | 69,9 | 6,9  | 1,5 | 0,8 | 0,4 | 9,3  |

#### Playoffs
| Anno     | Squadra            | PG | PT | MP   | TC%  | 3P% | TL%  | RP  | AP  | PRP | SP  | PP   |
| -------- | ------------------ | -- | -- | ---- | ---- | --- | ---- | --- | --- | --- | --- | ---- |
| 2003     | Philadelphia 76ers | 12 | 12 | 32,4 | 53,5 | -   | 65,5 | 9,3 | 0,9 | 0,7 | 0,4 | 10,6 |
| 2005     | Sacramento Kings   | 5  | 5  | 30,6 | 51,1 | -   | 70,0 | 8,8 | 2,4 | 0,8 | 0,4 | 12,0 |
| 2006     | Sacramento Kings   | 6  | 6  | 24,7 | 54,2 | -   | 69,2 | 4,5 | 1,3 | 0,8 | 0,0 | 5,8  |
| Carriera | Carriera           | 23 | 23 | 30,0 | 52,9 | -   | 67,7 | 8,0 | 1,3 | 0,7 | 0,3 | 9,7  |